# Diamantul sângeriu (film)
Diamantul sângeriu (titlu original în engleză: Blood Diamond) este un film thriller de război din 2006, de producție americano-germană, co-produs și regizat de Edward Zwick, cu Leonardo DiCaprio, Jennifer Connelly și Djimon Hounsou în rolurile principale. Titlul se referă la diamantele sângerii⁠(en)[traduceți], care sunt dobândite în zonele de conflict armat iar banii obținuți pe ei merg către finanțarea grupurilor de insurgenți.

## Distribuție
- Leonardo DiCaprio în rolul lui Danny Archer
- Djimon Hounsou în rolul lui Solomon Vandy
- Jennifer Connelly în rolul lui Maddy Bowen
- Kagiso Kuypers as Dia Vandy
- Arnold Vosloo în rolul lui Colonel Coetzee
- Antony Coleman în rolul lui Cordell Brown
- Benu Mabhena în rolul lui Jassie Vandy
- Anointing Lukola în rolul lui N'Yanda Vandy
- David Harewood în rolul lui Captain Poison
- Basil Wallace în rolul lui Benjamin Kapanay
- Jimi Mistry în rolul lui Nabil
- Michael Sheen în rolul lui Rupert Simmons
- Marius Weyers în rolul lui Rudolf van de Kaap
- Stephen Collins în rolul ambasadorului Walker
- Ntare Mwine în rolul lui M'Ed
- Ato Essandoh în rolul lui Captain "Rambo"
- Gaurav Chopra în rolul jurnalistului francez

## Muzică
Blood Diamond: Original Motion Picture Soundtrack este coloana sonoră a filmului și a fost lansată pe 19 decembrie 2006 de Varèse Sarabande. A fost compusă de James Newton Howard și a câștigat "Soundtrack of the Year" la Classical BRIT Awards 2008.

### Track listing
| Nr.             | Titlu                                                                                          | Lungime |  |
| 1.              | „Blood Diamond Titles”                                                                         | 1:32    |  |
| 2.              | „Crossing the Bridge”                                                                          | 1:41    |  |
| 3.              | „Village Attack”                                                                               | 1:52    |  |
| 4.              | „RUF Kidnaps Dia”                                                                              | 3:02    |  |
| 5.              | „Archer & Solomon Hike”                                                                        | 1:55    |  |
| 6.              | „Maddy & Archer”                                                                               | 1:56    |  |
| 7.              | „Solomon Finds Family”                                                                         | 2:09    |  |
| 8.              | „Fall of Freetown”                                                                             | 4:45    |  |
| 9.              | „Did You Bury It?”                                                                             | 1:36    |  |
| 10.             | „Archer Sells Diamond”                                                                         | 1:40    |  |
| 11.             | „Goodbyes”                                                                                     | 2:40    |  |
| 12.             | „Your Son is Gone”                                                                             | 1:21    |  |
| 13.             | „Diamond Mine Bombed”                                                                          | 4:31    |  |
| 14.             | „Solomon's Helping Hand”                                                                       | 1:11    |  |
| 15.             | „G8 Conference”                                                                                | 2:36    |  |
| 16.             | „Solomon & Archer Escape”                                                                      | 2:12    |  |
| 17.             | „I Can Carry You”                                                                              | 1:30    |  |
| 18.             | „Your Mother Loves You”                                                                        | 2:24    |  |
| 19.             | „Thought I'd Never Call?”                                                                      | 3:56    |  |
| 20.             | „London”                                                                                       | 2:38    |  |
| 21.             | „Solomon Vandy”                                                                                | 2:11    |  |
| 22.             | „Ankala” (Interpretat de Sierra Leone's Refugee All Stars)                                     | 4:12    |  |
| 23.             | „Baai” (Interpretat de Emmanuel Jal cu Abd El Gadir Salim)                                     | 4:37    |  |
| 24.             | „When Da Dawgs Come Out to Play” (Interpretat de Bai Burea, feat. Masta Kent și Bullet Rhymes) | 3:19    |  |
| Lungime totală: | Lungime totală:                                                                                | 61:26   |  |

## Premii
| Premiu                                                    | Data ceremoniei   | Categorie                                                    | Recipient                                                   | Rezultat     |
| --------------------------------------------------------- | ----------------- | ------------------------------------------------------------ | ----------------------------------------------------------- | ------------ |
| Premiile Oscar                                            | 25 februarie 2007 | Best Actor                                                   | Leonardo DiCaprio                                           | Nominalizare |
| Premiile Oscar                                            | 25 februarie 2007 | Best Supporting Actor                                        | Djimon Hounsou                                              | Nominalizare |
| Premiile Oscar                                            | 25 februarie 2007 | Best Film Editing                                            | Steven Rosenblum                                            | Nominalizare |
| Premiile Oscar                                            | 25 februarie 2007 | Best Sound Mixing                                            | Andy Nelson, Anna Behlmer, Ivan Sharrock                    | Nominalizare |
| Premiile Oscar                                            | 25 februarie 2007 | Best Sound Editing                                           | Lon Bender                                                  | Nominalizare |
| Broadcast Film Critics Association Awards 2006            | 14 ianuarie 2007  | Best Actor                                                   | Leonardo DiCaprio                                           | Nominalizare |
| Broadcast Film Critics Association Awards 2006            | 14 ianuarie 2007  | Best Film                                                    |                                                             | Nominalizare |
| Broadcast Film Critics Association Awards 2006            | 14 ianuarie 2007  | Best Supporting Actor                                        | Djimon Hounsou                                              | Nominalizare |
| Globul de Aur                                             | 15 ianuarie 2007  | Best Actor – Motion Picture Drama                            | Leonardo DiCaprio                                           | Nominalizare |
| Las Vegas Film Critics Society Awards 2006                | 18 decembrie 2006 | Best Supporting Actor                                        | Djimon Hounsou                                              | Câștigat     |
| National Board of Review Awards 2006                      | 6 decembrie 2006  | Best Supporting Actor                                        | Djimon Hounsou                                              | Câștigat     |
| Satellite Awards 2006                                     | 18 decembrie 2006 | Best Actor – Motion Picture Drama                            | Leonardo DiCaprio                                           | Nominalizare |
| Screen Actors Guild Awards                                | 28 ianuarie 2007  | Outstanding Performance by a Male Actor in a Leading Role    | Leonardo DiCaprio                                           | Nominalizare |
| Screen Actors Guild Awards                                | 28 ianuarie 2007  | Outstanding Performance by a Male Actor in a Supporting Role | Djimon Hounsou                                              | Nominalizare |
| Teen Choice Awards                                        | 2007              | Choice Movie Actor – Drama                                   | Leonardo DiCaprio (Also for The Departed)                   | Nominalizare |
| Visual Effects Society Awards 2006                        | 12 februarie 2007 | Outstanding Supporting Visual Effects in a Motion Picture    | Jeffrey A. Okun, Thomas Boland, Tim Crosbie, Neil Greenberg | Nominalizare |
| Washington D.C. Area Film Critics Association Awards 2006 | 11 decembrie 2006 | Best Supporting Actor                                        | Djimon Hounsou                                              | Câștigat     |